# Guidizzolo
Guidizzolo är en ort och kommun i provinsen Mantua i regionen Lombardiet i Italien. Kommunen hade 5 972 invånare (2018).